# Arlanza

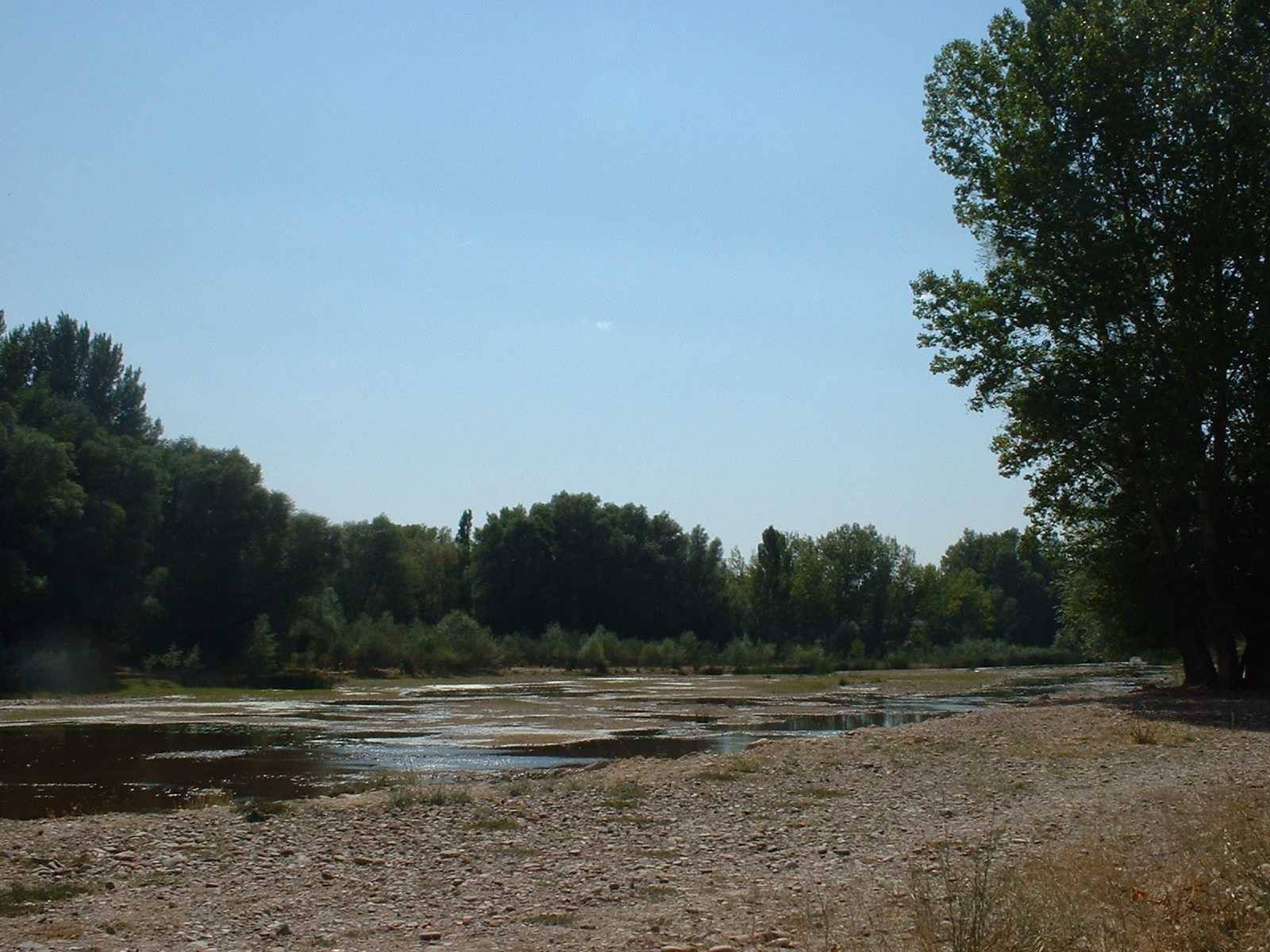
L'Arlanza a Lerma

L'Arlanza és un riu afluent del Pisuerga. Neix a la Serra de la Demanda, a prop de Quintanar de la Sierra, en un paratge conegut com a Fuente Sanza. Durant els 172 quilòmetres passa per la província de Burgos i per municipis com Castrovido, Salas de los Infantes, Covarrubias o Lerma (Burgos).